# Доња Расовача
Доња Расовача је насеље у Србији у општини Мерошина у Нишавском округу. Према попису из 2022. било је 468 становника (према попису из 1991. било је 583 становника).

## Демографија
У насељу Доња Расовача живи 430 пунолетних становника, а просечна старост становништва износи 42,8 година (40,3 код мушкараца и 45,9 код жена). У насељу има 146 домаћинстава, а просечан број чланова по домаћинству је 3,68.
Ово насеље је углавном насељено Србима (према попису из 2002. године), а у последња три пописа, примећен је пад у броју становника.
|  |

| Демографија | Демографија | Демографија |
| Година      | Становника  | Становника  |
| ----------- | ----------- | ----------- |
| 1948.       | 676         |             |
| 1953.       | 722         |             |
| 1961.       | 700         |             |
| 1971.       | 592         |             |
| 1981.       | 609         |             |
| 1991.       | 583         | 582         |
| 2002.       | 538         | 541         |
| 2011.       | 538         |             |

| Етнички састав према попису из 2002.‍ | Етнички састав према попису из 2002.‍ | Етнички састав према попису из 2002.‍ | Етнички састав према попису из 2002.‍ | Етнички састав према попису из 2002.‍ |
| ------------------------------------ | ------------------------------------ | ------------------------------------ | ------------------------------------ | ------------------------------------ |
|                                      |                                      |                                      |                                      |                                      |
| Срби                                 | Срби                                 |                                      | 484                                  | 89,96%                               |
| Роми                                 | Роми                                 |                                      | 54                                   | 10,03%                               |
| непознато                            | непознато                            |                                      | 0                                    | 0,0%                                 |

| Година пописа     | 1948. | 1953. | 1961. | 1971. | 1981. | 1991. | 2002. |
| ----------------- | ----- | ----- | ----- | ----- | ----- | ----- | ----- |
| Број домаћинстава | 106   | 122   | 132   | 139   | 154   | 147   | 146   |

| Број чланова      | 1  | 2  | 3  | 4  | 5  | 6  | 7 | 8 | 9 | 10 и више | Просек |
| ----------------- | -- | -- | -- | -- | -- | -- | - | - | - | --------- | ------ |
| Број домаћинстава | 12 | 45 | 25 | 18 | 14 | 19 | 6 | 3 | 2 | 2         | 3,68   |

| Пол    | Укупно | Неожењен/Неудата | Ожењен/Удата | Удовац/Удовица | Разведен/Разведена | Непознато |
| ------ | ------ | ---------------- | ------------ | -------------- | ------------------ | --------- |
| Мушки  | 237    | 52               | 157          | 18             | 8                  | 2         |
| Женски | 206    | 16               | 157          | 29             | 3                  | 1         |
| УКУПНО | 443    | 68               | 314          | 47             | 11                 | 3         |

| Пол    | Укупно                    | Пољопривреда, лов и шумарство | Рибарство                            | Вађење руде и камена | Прерађивачка индустрија       |
| ------ | ------------------------- | ----------------------------- | ------------------------------------ | -------------------- | ----------------------------- |
| Мушки  | 92                        | 15                            | 0                                    | 0                    | 19                            |
| Женски | 20                        | 10                            | 0                                    | 0                    | 2                             |
| УКУПНО | 112                       | 25                            | 0                                    | 0                    | 21                            |
| Пол    | Производња и снабдевање   | Грађевинарство                | Трговина                             | Хотели и ресторани   | Саобраћај, складиштење и везе |
| Мушки  | 0                         | 10                            | 3                                    | 0                    | 22                            |
| Женски | 0                         | 1                             | 1                                    | 0                    | 0                             |
| УКУПНО | 0                         | 11                            | 4                                    | 0                    | 22                            |
| Пол    | Финансијско посредовање   | Некретнине                    | Државна управа и одбрана             | Образовање           | Здравствени и социјални рад   |
| Мушки  | 10                        | 0                             | 6                                    | 0                    | 1                             |
| Женски | 0                         | 0                             | 2                                    | 1                    | 3                             |
| УКУПНО | 10                        | 0                             | 8                                    | 1                    | 4                             |
| Пол    | Остале услужне активности | Приватна домаћинства          | Екстериторијалне организације и тела | Непознато            | Непознато                     |
| Мушки  | 1                         | 0                             | 0                                    | 5                    | 5                             |
| Женски | 0                         | 0                             | 0                                    | 0                    | 0                             |
| УКУПНО | 1                         | 0                             | 0                                    | 5                    | 5                             |